# Horesidotes deiradonotus
Horesidotes deiradonotus är en insektsart som först beskrevs av Nicholas David Jago 1971.  Horesidotes deiradonotus ingår i släktet Horesidotes och familjen gräshoppor. Inga underarter finns listade i Catalogue of Life.